# モーレ

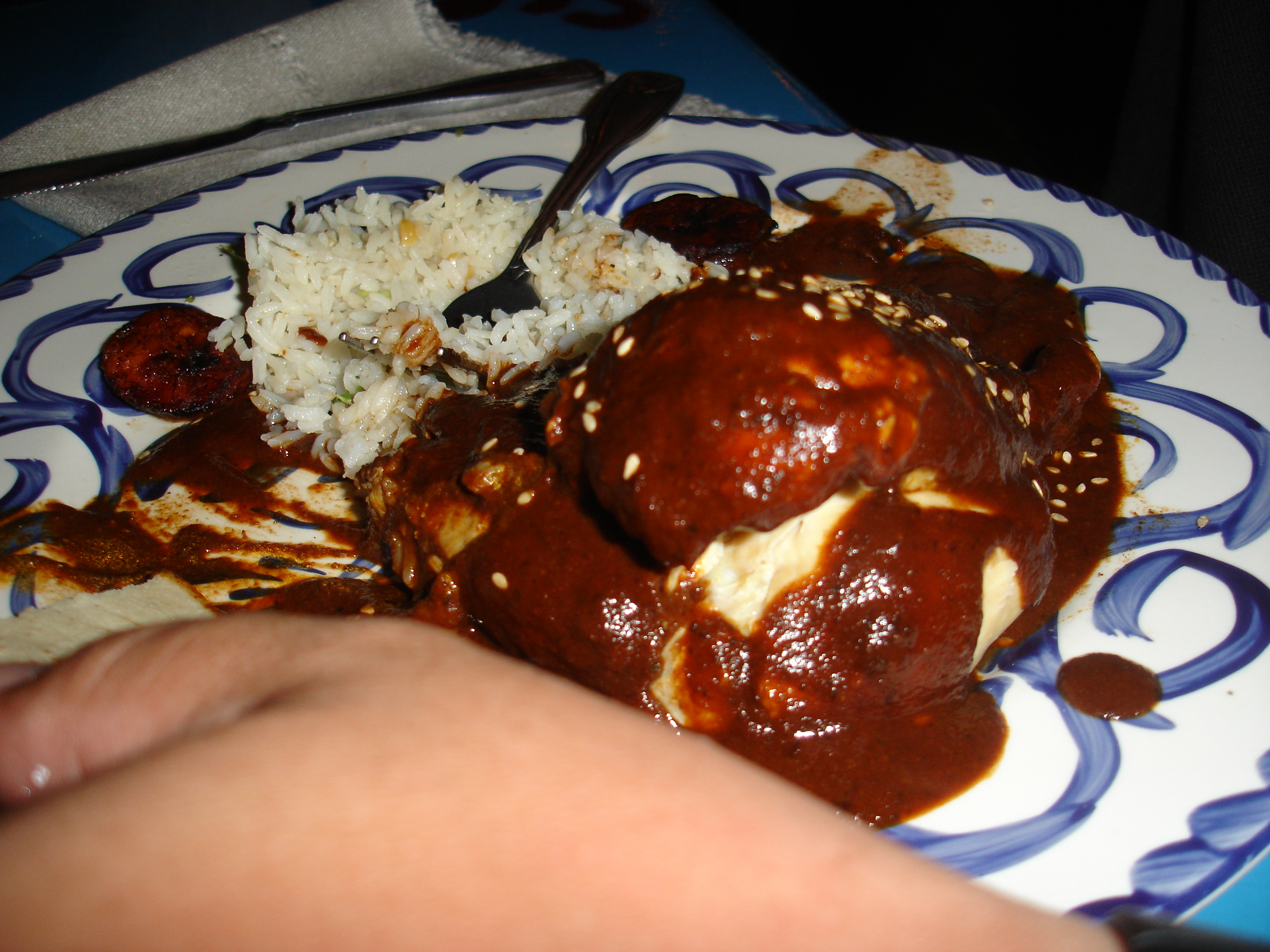
鶏のモーレ・ポブラーノ

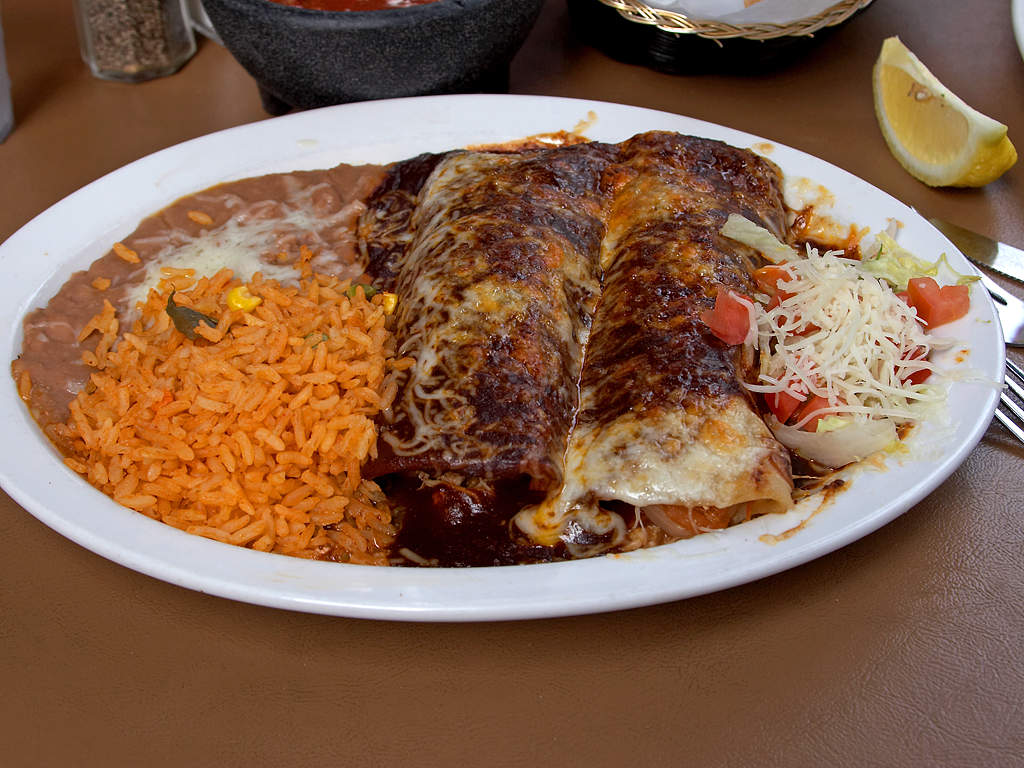
サンディエゴ、オールドタウンのモーレがけエンチラーダ

モーレ（メキシコ・スペイン語：Mole）は 、メキシコ料理で使用するソース一般、およびソースを使用する料理一般の総称である。語源は、ナワトル語で「ソース」を意味するmulliまたはmolli。メキシコ国外では、主にスペインで「モーレ・ポブラーノ」と呼ばれるソースのことを指す。現代のメキシコでは、「モーレ」という呼称は多数のソースに使用されているが、それぞれの色は黒、赤、黄色、コロラド（「色づいた」、濃い赤褐色）、緑、アルメンドラード（アーモンドのモーレ）、ピピアン（カボチャの種のモーレ）と全く似ていない。最も一般的な種類は、メキシコのプエブラ州、オアハカ州産であり、メキシコシティ南部郊外に位置する、メキシコシティ、ミルパ・アルタのサンペドロ・デ・ アトクパンで毎年国際大会が開かれる。モーレ料理はソースを作るのに手間がかかるため、祝祭料理と位置づけられている。なお、ワカモレ（guacamole）もナワトル語で「アボカドのソース（モーレ）」を意味するアステカ方言「アーワカモッリ」（āhuacamolli）に由来している。

## モーレの種類

### モーレ・ポブラーノ
メキシコのプエブラ州がその名の由来であるモーレ・ポブラーノ（mole poblano、プエブラのモーレ）は、メキシコ料理で一般的なソースであり、アメリカ合衆国で「モーレ」といえばこのソースを意味する。モーレ・ポブラーノは、唐辛子（通常、ポブラーノ (Poblano) 、パシーヤ (Pasilla) 、ムラート (Mulato) 、チポトレ）、挽いたナッツまたは種子（アーモンド、ピーナッツ、ゴマの種子）、香辛料、メキシコ産チョコレート（カカオ粉に砂糖、シナモン、場合によりナッツを混ぜたもの）、塩、および焼いたアボカドの葉、タマネギ、ニンニクなど様々な他の材料で作る。挽いたオレガノのような乾燥させた調味料も使われる。また、ソースにとろみを付けるため、トルティーヤ、パン粉やクラッカー、マリー・ビスケット (Marie biscuit) などを混ぜる。最後に茹でた鶏肉やシチメンチョウを軽く煮込んで仕上げる。

### モーレ・デ・カカワテ
モーレ・デ・カカワテ（mole de cacahuate、「落花生のモーレ」）は挽いたピーナッツとトウガラシで作り、鶏肉を煮込む。

### モーレ・ベルデ
モーレ・ベルデ（mole verde、「緑のモーレ」）は、ロメインレタス（立ちレタス）、シラントロ（コリアンダーの葉）、エパソーテ（アリタソウ）、パセリ、トマティーヨ、青唐辛子などで緑色に仕上げたソースである。モーレ・ベルデ・デ・ペピータ（mole verde de pepita）には炒ったカボチャの種が、モーレ・ベルデ・デ・カカワテ（mole verde de cacahuate）にはピーナッツが入る。ソースが出来上がったらアヒルの肉や豚肉を煮込んで仕上げる。

### モーレ・ネグロ
オアハカ州のモーレ・ネグロ（mole negro、「黒いモーレ」）は、チレ（チルワクレまたはワヒーヨ、パシーヤ、ムラート）を種と果肉に分け、種は黒くなるまで炒ってから火であぶったトマト、クローブ、オールスパイス、タイム、マジョラム、オレガノと合わせ、別々にラードで炒めた胡麻・アーモンド・ピーナッツ・シナモン・レーズン・タマネギ・ニンニク・トトポス・パン・プランテーンを加えてミキサーにかけ、これをラードで炒める。チレの果肉は火であぶってから湯につけてもどし、ミキサーにかけてソースに加え、さらに煮込む。最後にメキシコ産チョコレートと鶏のゆで汁を加えて煮込み、塩ゆでした鶏肉を混ぜて完成となる。

## 調理
モーレの調理法は様々であるが、一般的な調理法では、材料の乾燥した唐辛子、刻んだタマネギと一片のニンニクを油で軽く炒める。乾燥唐辛子を加えて煮た鶏肉の煮汁と残りの材料をミキサーで混ぜ、大きな鍋に移し、とろ火から中火にかけてソースを混ぜ続ける。家電製品が普及する以前は、マノ（すり棒）とメタテ（石皿）でソースの材料をすりつぶしていた。鶏肉の煮汁と共にパン粉やクラッカー、トルティーヤ、マリービスケットをミキサーに入れ鍋に加える場合もある。
モーレを家庭で簡単に調理するための製品が小売店やスーパーマーケットで売られている。ペーストまたは粉末で、色は材料により濃い黒から緑色、黄色の場合もある。現代のスーパーマーケットや雑貨店では、モーレは缶入り、瓶入り、または水やブイヨンで溶く固形で販売される。
グアテマラでもソースで煮込んだ肉料理をモーレと呼ぶが、「プラタノス・エン・モーレ」（plátanos en mole）というとチョコレート、トマト、トマティーヨ、レーズン、シナモン、パン粉、砂糖で甘いソースを作り、揚げたプランテン（料理用バナナ）の厚切りを加えて煮込んだデザートを指す。
エンチラーダを作る際にサルサの代わりにモーレをトルティーヤにからめると、エンモラーダ（enmolada）となる。

## 祝祭での使用
- 結婚式
- シンコ・デ・マヨ
- キンセアニェーラ：少女の15歳の誕生日パーティー
- 死者の日 (メキシコ)